# جيل نيجدام
جيل نيجدام (بالهولندية: Jelle Nijdam)‏ مواليد 16 أغسطس 1963 في هولندا، هو دراج هولندي سابق.

## سباقات أو مراحل فاز بها
- طواف فرنسا

## روابط خارجية
- جيل نيجدام على موقع أرشيف الدراجات (الإنجليزية)
- جيل نيجدام على موقع إحصائيات الدراجات الإحترافية (الإنجليزية)
- جيل نيجدام على موقع CycleBase (الإنجليزية)
- جيل نيجدام على موقع أوليمبيديا (الإنجليزية)